# Connie Simmons
Cornelius Leo Simmons foi um jogador de basquete norte-americano que foi campeão da Temporada da NBA de 1947-48 jogando pelo Baltimore Bullets e da Temporada da NBA de 1954-55 pelo Syracuse Nationals.